# Torresijsvogel
De torresijsvogel (Todiramphus sordidus) is een vogel uit de familie Alcedinidae (ijsvogels). Deze soort wordt vaak nog beschouwd, onder andere door BirdLife International als ondersoort van de witkraagijsvogel (T. chloris) en is daarom niet als soort geëvalueerd voor een IUCN-status.

## Verspreiding en leefgebied
Er worden drie ondersoorten onderscheiden:
- T. s. sordidus: Aru-eilanden, kusten van zuidelijk Nieuw-Guinea, Straat Torreseilanden en noordelijk en noordoostelijk Australië.
- T. s. pilbara: kusten van noordwestelijk Australië.
- T. s. colcloughi: kusten van oostelijk-centraal Australië.